# Primera División 1928 (Uruguay)
Het seizoen 1928 van de Primera División was het 26e seizoen van de hoogste Uruguayaanse voetbalcompetitie, georganiseerd door de Asociación Uruguaya de Football. De Primera División was een amateurcompetitie, pas vanaf 1932 werd het een professionele competitie.

## Teams
Er namen zestien ploegen deel aan de Primera División tijdens het seizoen 1928. Vijftien ploegen wisten zich vorig seizoen te handhaven en Colón FC promoveerde vanuit de Divisional Intermedia. Zij kwamen in plaats van de gedegradeerde clubs Belgrano FC, Central FC, CA Rosarino Central, Solferino SC en Universal FC. De competitie telde dus vier ploegen minder dan in 1927.
| Club                      | Stad       | Stadion                | Vorig seizoen |
| ------------------------- | ---------- | ---------------------- | ------------- |
| CA Bella Vista            | Montevideo | Parque Olivos          | 10e           |
| CA Capurro                | Montevideo | Parque Narancio        | 12e           |
| CA Cerro                  | Montevideo | Parque Santa Rosa      | 13e           |
| Colón FC                  | Montevideo | Onbekend               | 1e (Int.)     |
| CA Defensor               | Montevideo | Parque Ricci           | 6e            |
| CA Lito                   | Montevideo | Parque Salvo           | 9e            |
| Liverpool FC              | Montevideo | Cancha El Prado        | 14e           |
| Misiones FC               | Montevideo | Parque Chaná           | 7e            |
| Montevideo Wanderers FC   | Montevideo | Estadio Belvedere      | 4e            |
| Club Nacional de Football | Montevideo | Gran Parque Central    | 3e            |
| Olimpia FC                | Montevideo | Olimpia Park           | 8e            |
| CA Peñarol                | Montevideo | Estadio de los Pocitos | 2e            |
| Racing Club de Montevideo | Montevideo | Cancha Reducto         | 15e           |
| Rampla Juniors FC         | Montevideo | Parque Nelson          | 1e            |
| IA Sud América            | Montevideo | Las Acacias            | 5e            |
| Uruguay Club              | Montevideo | La Pileta              | 11e           |

## Competitie-opzet
Alle deelnemende clubs speelden tweemaal tegen elkaar (thuis en uit). De ploeg met de meeste punten werd kampioen.
De nummer twee van vorig jaar CA Peñarol, was dit seizoen de sterkste ploeg. Ze behaalden het meeste overwinningen, verloren het minst, maakten het meeste doelpunten en hadden het beste doelsaldo. Dit resulteerde in hun eerste landstitel sinds 1921 en hun achtste titel in totaal. Titelverdediger Rampla Juniors FC eindigde op de tweede plek met acht punten minder dan Peñarol. Het was voor de Picapiedras de vijfde keer op rij dat ze in de top-drie eindigden, iets wat nog maar drie ploegen eerder was gelukt.
Club Nacional de Football werd derde, twee punten achter Rampla Juniors. Dit was voor Nacional de vijftiende 'podiumplek' op rij. Tussen Nacional en de nummer twaalf was het gat tussen twee ploegen vervolgens nergens meer dan één punt. CA Cerro eindigde met een negatief doelsaldo als vierde. De vijfde plaats was voor IA Sud América, dat het defensief als enige ploeg beter deed dan landskampioen Peñarol. Promovendus Colón FC eindigde in de middenmoot (tiende) en Liverpool FC wist zich nog net te handhaven.
Het gat tussen Liverpool en de onderste drie ploegen was echter groter (vijf punten). Deze drie clubs (Uruguay Club, Racing Club de Montevideo en CA Lito) degradeerden allemaal. Racing zou binnen enkele seizoenen weer terug weten te keren in de Primera División, maar voor Uruguay Club en Lito was dit het laatste jaar dat ze op het hoogste niveau speelden. 

### Kwalificatie voor internationale toernooien
De kampioen kwalificeerde zich voor de Copa Ricardo Aldao (afgekort tot Copa Aldao). Deze beker werd sinds 1913 onregelmatig betwist tussen de landskampioenen van Argentinië en Uruguay om zo te bepalen wie zich de beste Rioplatensische ploeg zou mogen noemen.

### Eindstand
|     | Club                      | Sp. | W  | G  | V  | Pnt. | DV | DT | DS  |
| --- | ------------------------- | --- | -- | -- | -- | ---- | -- | -- | --- |
| 01. | CA Peñarol                | 30  | 20 | 5  | 5  | 45   | 66 | 22 | +44 |
| 2.  | Rampla Juniors FC         | 30  | 15 | 7  | 8  | 37   | 44 | 24 | +20 |
| 3.  | Club Nacional de Football | 30  | 12 | 11 | 7  | 35   | 40 | 26 | +14 |
| 4.  | CA Cerro                  | 30  | 11 | 12 | 7  | 34   | 32 | 33 | –1  |
| 5.  | IA Sud América            | 30  | 11 | 11 | 8  | 33   | 28 | 21 | +7  |
| 6.  | CA Defensor               | 30  | 12 | 8  | 10 | 32   | 36 | 32 | +4  |
| 7.  | CA Capurro                | 30  | 11 | 10 | 9  | 32   | 30 | 33 | –3  |
| 8.  | Misiones FC               | 30  | 11 | 9  | 10 | 31   | 36 | 35 | +1  |
| 9.  | CA Bella Vista            | 30  | 11 | 8  | 11 | 30   | 35 | 34 | +1  |
| 10. | Colón FC                  | 30  | 10 | 9  | 11 | 29   | 33 | 43 | –10 |
| 11. | Montevideo Wanderers FC   | 30  | 9  | 10 | 11 | 28   | 25 | 29 | –4  |
| 12. | Olimpia FC                | 30  | 9  | 10 | 11 | 28   | 31 | 44 | –13 |
| 13. | Liverpool FC              | 30  | 8  | 10 | 12 | 26   | 30 | 34 | –4  |
| 14. | Uruguay Club              | 30  | 7  | 7  | 16 | 21   | 31 | 53 | –22 |
| 15. | Racing Club de Montevideo | 30  | 7  | 6  | 17 | 20   | 33 | 49 | –16 |
| 16. | CA Lito                   | 30  | 5  | 9  | 16 | 19   | 32 | 50 | –18 |

### Legenda
| Kleur | Kwalificatie voor          |
| ----- | -------------------------- |
|       | Copa Aldao 1928            |
|       | Divisional Intermedia 1929 |

| Winnaar Primera División 1928 |
| ----------------------------- |
| CA Peñarol 8e titel           |

1900 · 1901 · 1902 · 1903 · 1904 · 1905 · 1906 · 1907 · 1908 · 1909 · 1910 · 1911 · 1912 · 1913 · 1914 · 1915 · 1916 · 1917 · 1918 · 1919 · 1920 · 1921 · 1922 · 1923 · 1924 · 1925 · 1926 · 1927 · 1928 · 1929 · 1930 · 1931 · 1932 · 1933 · 1934 · 1935 · 1936 · 1937 · 1938 · 1939 · 1940 · 1941 · 1942 · 1943 · 1944 · 1945 · 1946 · 1947 · 1948 · 1949 · 1950 · 1951 · 1952 · 1953 · 1954 · 1955 · 1956 · 1957 · 1958 · 1959 · 1960 · 1961 · 1962 · 1963 · 1964 · 1965 · 1966 · 1967 · 1968 · 1969 · 1970 · 1971 · 1972 · 1973 · 1974 · 1975 · 1976 · 1977 · 1978 · 1979 · 1980 · 1981 · 1982 · 1983 · 1984 · 1985 · 1986 · 1987 · 1988 · 1989 · 1990 · 1991 · 1992 · 1993 · 1994 · 1995 · 1996 · 1997 · 1998 · 1999 · 2000 · 2001 · 2002 · 2003 ·  2004 · 2005 · 2005/06 · 2006/07 · 2007/08 · 2008/09 · 2009/10 · 2010/11 ·  2011/12 · 2012/13 · 2013/14 · 2014/15 · 2015/16 · 2016 · 2017 · 2018 · 2019 · 2020 · 2021 · 2022 · 2023